# I Legislatura da Terceira República Portuguesa

Diagrama das bancadas em 1976-1979.

Diagrama das bancadas em 1979-1980.

A I Legislatura foi a legislatura da Assembleia da República Portuguesa resultante das eleições legislativas de 25 de abril de 1976. Na sequência das eleições legislativas intercalares de 2 de dezembro de 1979, o consistório das bancadas foi alterado, sem que tal configurasse uma nova legislatura — este procedimento viria a ser abandonado em situações subsequentes, por virtude de alteração na revisão da Constituição de 1982.

## Governos durante a legislatura
| Governo                    | Primeiro-Ministro  | Maioria governativa                | Maioria governativa                | Oposição parlamentar               | Oposição parlamentar               | Duração                 |
| -------------------------- | ------------------ | ---------------------------------- | ---------------------------------- | ---------------------------------- | ---------------------------------- | ----------------------- |
| I Governo Constitucional   | Mário Soares       | PS                                 | 107 / 263                          | PPD, CDS, PCP, UDP                 | 156 / 263                          | 23/07/1976 a 23/01/1978 |
| II Governo Constitucional  | Mário Soares       | PS, CDS                            | 149 / 263                          | PSD, PCP, UDP                      | 114 / 263                          | 23/01/1978 a 29/08/1978 |
| III Governo Constitucional | Nobre da Costa     | Governo de Iniciativa Presidencial | Governo de Iniciativa Presidencial | Governo de Iniciativa Presidencial | Governo de Iniciativa Presidencial | 29/08/1978 a 22/11/1978 |
| IV Governo Constitucional  | Mota Pinto         | Governo de Iniciativa Presidencial | Governo de Iniciativa Presidencial | Governo de Iniciativa Presidencial | Governo de Iniciativa Presidencial | 22/11/1978 a 31/07/1979 |
| V Governo Constitucional   | Lourdes Pintasilgo | Governo de Gestão                  | Governo de Gestão                  | Governo de Gestão                  | Governo de Gestão                  | 01/08/1979 a 03/01/1980 |